# Reyer Anslo
Reyer (of Reinier) Anslo of Ansloo (Amsterdam,  1626 - Perugia, 10 mei 1669) was een Nederlands dichter en toneelschrijver. 

## Levensloop
Zijn ouders waren Reyer Claesz Anslo en Hestertje Willems. Zijn grootvader Claes Claeszn kwam uit Christiania (Oslo) in Noorwegen. Reijer Anslo werd lakenhandelaar.
In 1649 schreef Anslo een toneelstuk, de Parysche Bruiloft, over de Bartholomeusnacht, de massamoord in Frankrijk in 1572 op protestanten door Franse rooms-katholieken. Hierin presenteerde hij Louise de Coligny. Haar vader Gaspard de Coligny en haar eerste echtgenoot Charles de Téligny werden in die ene nacht, met duizenden anderen, vermoord. De Franse koning Karel IX deed niets en Louise vluchtte, eerst naar Zwitserland en later naar Nederland, waar zij met Willem van Oranje trouwde. Anslo presenteerde in zijn toneelstuk Karel IX, die in een droom voorspelde dat de weduwe van Téligny met Willem zou trouwen en Frederik Hendrik als zoon zou krijgen.
In hetzelfde jaar 1649 reisde hij naar Rome. Hij bekeerde er zich tot het rooms-katholicisme en ontving de lagere wijdingen.
Zijn gedichten, die hoofdzakelijk van voor 1649 dateerden, werden beïnvloed door Vondel en Hooft. Ze werden pas in 1713 voor het eerst uitgegeven, door Joan De Haes.
Alhoewel Anslo in de eerste plaats dichter was, heeft hij vooral door dit toneelstuk, waarmee hij bijdroeg aan de in Nederland gewenste legende-vorming over de geschiedenis, zich naam verworven.
Er is dan ook, onder andere, een straat naar hem genoemd in Amsterdam-West.